# 1650'erne f.Kr.
Århundreder: 18. århundrede f.Kr. – 17. århundrede f.Kr. – 16. århundrede f.Kr.
Årtier: 1700'erne f.Kr. 1690'erne f.Kr. 1680'erne f.Kr. 1670'erne f.Kr. 1660'erne f.Kr. – 1650'erne f.Kr. – 1640'erne f.Kr. 1630'erne f.Kr. 1620'erne f.Kr. 1610'erne f.Kr. 1600'erne f.Kr.
Årstal: 1659 f.Kr. 1658 f.Kr. 1657 f.Kr. 1656 f.Kr. 1655 f.Kr. 1654 f.Kr. 1653 f.Kr. 1652 f.Kr. 1651 f.Kr. 1650 f.Kr.

## Hændelser
- ca. 1650 f.Kr. — Grækere slår sig ned i Mykene.
- ca. 1650 f.Kr. — Det mellemste Rige slutter i Egypten (anden dato: 1674 f.Kr.).
- ca. 1650 f.Kr. — Anden mellemepoke starter i Egypten (anden dato: 1674 f.Kr.).
- Egypten — Start på det Syttende dynasti.

## Dødsfald
- ca. 1655 f.Kr. — Tan-Uli, regent i Elam.